# 1. deild 1985 (Islanda)
La 1. deild 1985 fu la 74ª edizione della massima serie del campionato di calcio islandese disputata tra il 13 maggio e il 15 settembre 1985 e conclusa con la vittoria del Valur, al suo diciottesimo titolo.
Capocannoniere del torneo fu Omar Torfason (Fram) con 13 reti.

## Formula
Come nella stagione precedente le squadre partecipanti furono dieci e si incontrarono in un turno di andata e ritorno per un totale di diciotto partite.
Le ultime due classificate retrocedettero in 2. deild karla.
Le squadre qualificate alle coppe europee furono tre: i campioni alla Coppa dei Campioni 1986-1987, la seconda alla Coppa UEFA 1986-1987 e i vincitori della coppa nazionale alla Coppa delle Coppe 1986-1987.

## Squadre partecipanti
| Club     | Città         | Stadio | Posizione 1984     |
| -------- | ------------- | ------ | ------------------ |
| Fram     | Reykjavík     |        | 6°                 |
| Keflavík | Keflavík      |        | 3°                 |
| Valur    | Reykjavík     |        | 2°                 |
| KR       | Reykjavík     |        | 4°                 |
| FH       | Hafnarfjörður |        | 2. deild           |
| Þór      | Akureyri      |        | 7°                 |
| ÍA       | Akranes       |        | Campione d'Islanda |
| Víkingur | Reykjavík     |        | 5°                 |
| Víðir    | Garður        |        | 2. deild           |
| Þróttur  | Reykjavík     |        | 8°                 |

## Classifica finale
|                    | Pos. | Squadra  | Pt | G  | V  | N | P  | GF | GS | DR  |
| ------------------ | ---- | -------- | -- | -- | -- | - | -- | -- | -- | --- |
| Islanda (bandiera) | 1.   | Valur    | 38 | 18 | 11 | 5 | 2  | 28 | 12 | +16 |
|                    | 2.   | ÍA       | 36 | 18 | 11 | 3 | 4  | 37 | 20 | +17 |
|                    | 3.   | Þór      | 35 | 18 | 11 | 2 | 5  | 33 | 21 | +12 |
|                    | 4.   | Fram     | 34 | 18 | 10 | 4 | 4  | 37 | 26 | +11 |
|                    | 5.   | Keflavík | 29 | 18 | 9  | 2 | 7  | 31 | 23 | +8  |
|                    | 6.   | KR       | 29 | 18 | 8  | 5 | 5  | 32 | 26 | +6  |
|                    | 7.   | FH       | 17 | 18 | 5  | 2 | 11 | 23 | 41 | -18 |
|                    | 8.   | Víðir    | 16 | 18 | 4  | 4 | 10 | 21 | 38 | -17 |
|                    | 9.   | Þróttur  | 13 | 18 | 3  | 4 | 11 | 18 | 32 | -14 |
|                    | 10.  | Víkingur | 7  | 18 | 2  | 1 | 15 | 17 | 38 | -21 |

Legenda:
      Campione d'Islanda e ammesso alla Coppa dei Campioni
      Ammesso alla Coppa delle Coppe
      Ammesso alla Coppa UEFA
      Retrocesso in 2. deild karla
Note:
Due punti a vittoria, uno a pareggio, zero a sconfitta.

### Verdetti
- Valur Campione d'Islanda 1985 e qualificato alla Coppa dei Campioni
- ÍA qualificato alla Coppa UEFA
- Fram qualificato alla Coppa delle Coppe
- Þróttur e Víkingur retrocesse in 2. deild karla.